# Фишбах, Тадеуш
Таде́уш Ру́дольф Фи́шбах (пол. Tadeusz Rudolf Fiszbach; 4 ноября 1935 года, Добрячин, Львовское воеводство) — польский политический и государственный деятель, дипломат времён ПНР.

## Начальная биография
Родился в семье рабочего-механика и школьной учительницы из села Добрячин (по другим данным — Сокаль) Львовского воеводства (ныне Львовская область Украины). После Второй мировой войны семья переехала в Кашубское Поморье — город Картузы близ Гданьска, где он окончил школу.
В 1957 году окончил Академию сельскохозяйственной техники в Ольштыне по специальности инженера-технолога молочной промышленности. Работал на молокозаводе в Эльблонге. Прошёл все ступени управления производством, от мастера до директора. В 1971 окончил Главную школу планирования и статистики в Варшаве. В 1977 получил учёную степень доктора технических наук.

## Партийная карьера
С 1959 состоял в правящей ПОРП. Впоследствии он говорил, что к вступлению его побудила запись в партийном уставе о «служении нации». С 1963 работал в партийном аппарате. Окончил Высшую школу общественных наук при ЦК ПОРП.
В 1964—1968 был секретарём повятских комитета ПОРП в Эльблонге. В 1968—1971 — первый секретарь повятского комитета в Тчеве. В декабре 1970, во время забастовок и волнений на Балтийском побережье, спровоцированных повышением цен, вступил в переговоры с тчевскими рабочими и сумел предотвратить кровопролитие, подобное случившемуся в Гдыне, Гданьске и Щецине.

## Секретарь в Гданьске

### Партийный либерал
1 февраля 1971 был избран секретарём Гданьского воеводского комитета ПОРП (сменил Тадеуша Бейма, косвенно причастного к декабрьским событиям). 17 мая 1975 утверждён на посту первого секретаря воеводского комитета ПОРП. Занимал этот пост на протяжении почти семи лет, по должности являясь членом ЦК ПОРП. Период руководства Фишбаха был отмечен в Гданьске ростом промышленного инвестирования, развитием портовой инфраструктуры, нефтеперерабатывающего завода, скоростной дороги Труймясто.
С 1976 по 1985 год депутат Сейма ПНР. С 1974 состоял в главном правлении Общества польско-советской дружбы.
Гданьск являлся очагом активного оппозиционного движения в стране. Т. Фишбах, обладавший репутацией «партийного либерала», пытался предотвратить социальное напряжение. С этой целью он установил прямые контакты с авторитетными деятелями науки и культуры региона. По его словам, он даже встречался с активистами нелегальных Свободных профсоюзов Побережья (WZZW), включая Богдана Борусевича. Впоследствии Т. Фишбах говорил, что местные руководители понимали положение в стране гораздо адекватнее высшего руководства ПОРП и ПНР. При оценке социального положения и массовых настроениях в регионе старался при этом пользоваться не только рапортами силовых структур, но и собственными источниками.

### Соавтор Августовских соглашений
В августе 1980 года в Польше началось мощное забастовочное движение, центр которого сложился на Гданьской судоверфи имени Ленина. Т. Фишбах, не желавший повторения трагических событий декабря 1970, был категорическим противником силового подавления. Он выступил за диалог и соглашение с забастовщиками. После провала попыток вице-премьера Тадеуша Пыки запугать протестующих руководство ПОРП взяло курс именно на компромиссное решение. Была создана переговорная комиссия в составе вице-премьера Мечислава Ягельского, секретаря ЦК ПОРП по экономике Збигнева Зелиньского, воеводы Гданьска Ежи Колодзейского и первого секретаря Гданьского воеводского комитета ПОРП Тадеуша Фишбаха. Своего рода посредником между властями и бастующими выступал директор Гданьской судоверфи Клеменс Гнех.
Комиссия вступила в переговоры с Межзаводским забастовочным комитетом (MKS). Т. Фишбах приложил серьёзные усилия для достижения договорённостей. Он лично гарантировал безопасность членам MKS, дал согласие одной из основателей «Солидарности» Анне Валентынович на проведение католической мессы. 31 августа 1980 Мечислав Ягельский от правительства ПНР и Лех Валенса от MKS подписали «Гданьское соглашение», легализовавшее независимые профсоюзы Польши. Важную роль в историческом событии сыграл Т. Фишбах.
Т. Фишбах с его курсом на мирные решения часто сравнивается с другим первым секретарём Гданьского воеводского комитета — Станиславом Кочёлеком, занявшим предельно жёсткую позицию в 1970 году. Они рассматриваются как антиподы, олицетворявшие противоположные модели внутренней политики ПОРП. В то же время, по ряду оценок, подход Фишбаха определялся не симпатиями к рабочему движению, а трезвым политическим расчётом и пониманием бесперспективности жёсткой конфронтации.

### Конфликт с «бетоном»
2 декабря 1980 Т. Фишбах был кооптирован в состав политбюро ЦК ПОРП. На протяжении кризисного 1981 года он последовательно отстаивал свою августовскую линию — диалог и компромисс с профсоюзом «Солидарность». Гданьский воеводский комитет ПОРП покровительствовал реформаторским «горизонтальным структурам» партии (видным деятелем этого движения являлся секретарь парткома Гданьской судоверфи Ян Лабенцкий). Т. Фишбах поддерживал личный контакт с Валенсой.

За полгода до введения военного положения первый секретарь воеводского комитета Тадеуш Фишбах заявлял, что «„Солидарность“ может оказаться существенным фактором позитивных изменений в нашей стране». Он призывал порвать «формально-иерархические путы, которые связывают свободу внутрипартийных дискуссий для каждого члена партии». Не так уж много, но при реальном социализме такие взгляды граничили с кощунством.

Этот курс вызывал резкое отторжение в части номенклатуры ПОРП, придерживавшейся догматических и ортодоксальных взглядов. Приверженцы жёсткой линии рассматривали его как «дурной пример для парторганизаций». По словам Фишбаха, представители «партийного бетона» — Тадеуш Грабский, Мирослав Милевский, Стефан Ольшовский и другие — относились к нему с ненавистью. Сложными были и отношения первого секретаря с воеводским комендантом гражданской милиции генералом Е. Анджеевским.
На IX чрезвычайном съезде ПОРП в июле 1981 «центристское» руководство — Станислав Каня, Войцех Ярузельский, Мечислав Раковский, Казимеж Барциковский — постарались ослабить как «бетонную», так и «либеральную» фракции. Из состава ЦК были выведены и Тадеуш Грабский, и Тадеуш Фишбах. Однако Фишбах придерживался прежней линии на партийном посту в Гданьске. Свою позицию он подтвердил на пленуме ЦК ПОРП 18 октября 1981, когда первым секретарём ЦК вместо С. Кани был утверждён генерал В. Ярузельский.

### При военном положении
В Польше принято считать, что Фишбах выступал против введения военного положения 13 декабря 1981. С другой стороны, некоторые авторы отмечают, что в декабре 1981 года он дисциплинированно выполнял все директивы Военного совета национального спасения, в том числе касающихся силового подавления забастовок, разгонов демонстраций, задержания и интернирования Леха Валенсы и других оппозиционеров. В ночь на 13 декабря Фишбах вместе с воеводой Колодзейским дважды посещал Валенсу, уговаривая его покинуть квартиру. На второй раз это удалось. При этом между Фишбахом и Валенсой сохранились приятельские отношения, Фишбах оказывал жене профсюзного лидера разнообразную бытовую помощь.
Состоял в Комиссии Грабского по расследованию партийной коррупции герековского периода.
Распоряжением Фишбаха от 15 декабря 1981 в Гданьске был создан «батальон партийной самообороны» численностью 1790 человек для совместного патрулирования с армией и милицией и общего контроля ситуации. Батальон находился в двойном подчинении: ЦК ПОРП и первого секретаря воеводского комитета.
Его позиция первых недель военного положения отличалась непоследовательностью. Он публично провозглашал незыблемость социализма и партийной власти, требовал от должностных лиц «поведения как на поле боя». В то же время, 18 декабря, после подавления забастовки Гданьской судоверфи и многотысячных уличных протестов, за его подписью была опубликована статья в партийной печати, где говорилось о будущем восстановлении «общественного договора 1980 года».
В новых условиях глава государства и партии В. Ярузельский не мог доверять Фишбаху и согласился с требованиями Милевского и Ольшовского отстранить гданьского воеводского секретаря от должности. Негативное отношение к Фишбаху высказал в разговоре с начальником генштаба Войска Польского Флорианом Сивицким и главнокомандующий Объединёнными вооружёнными силами Варшавского договора маршал В. Г. Куликов. 8 января 1982 Фишбах был снят с поста первого секретаря Гданьского воеводского комитета (его сменил ориентированный на жёсткий курс Станислав Бейгер), выведен из партийного аппарата и направлен торговым представителем ПНР в Финляндию. В 1987—1989 годах он был советником министра иностранных дел ПНР.

## Политик в Третьей Речи Посполитой

### Парламентарий и дипломат
Новая забастовочная волна 1988 года заставила руководство ПОРП согласиться на Круглый стол и релегализацию «Солидарности». Обстановка в Польше кардинально изменилась. Т. Фишбах смог вернуться к политической деятельности.
4 июня 1989 состоялись «альтернативные выборы в Сейм». Т. Фишбах баллотировался в «контрактный сейм» (избиравшийся по партийным квотам) как член ПОРП, но при неофициальной поддержке Гражданского комитета «Солидарности». Во втором туре 18 июня он получил более 80 % голосов, победив бывшего члена Политбюро, рабочего и парторга Гданьской судоверфи Яна Лабенцкого. Был избран вице-маршалом Сейма, оставался в этой должности весь период созыва, до ноября 1991 года.
Достаточно высокая популярность Т. Фишбаха — исключительная для руководящего деятеля ПОРП — побудила лидера «Солидарности» Леха Валенсу в июле 1989 года предложить Фишбаху баллотироваться в президенты страны против Войцеха Ярузельского. Фишбах отклонил это предложение, ссылаясь на договорённости между ПОРП и «Солидарностью». Валенса возразил: «В Магдаленке договорились, что президентом будет член ПОРП, но не обязательно по фамилии Ярузельский». Однако Фишбах отказался, не желая рисковать дальнейшим расколом общества и силовой конфронтацией.
После окончания парламентской карьеры перешёл на дипломатическую службу в МИД. Занимал пост советника по торговым вопросам в Осло (Норвегия). В 2001—2005 годах — посол Республики Польша в Латвии. Активно содействовал вступлению Латвии в Европейский союз.

### Основатель социал-демократической партии
Т. Фишбах придерживается социал-демократических взглядов. Первоначально он принял участие в реформировании ПОРП, готовил идеологическую часть новой программной декларации. Выступал в связке с Марианом Ожеховским. Однако после роспуска ПОРП на XI съезде в январе 1990 не присоединился к Социал-демократии Республики Польша и Союзу левых демократов — партиям, созданным на основе упразднённой компартии.
Вместо этого он инициировал создание одного из направлений новой польской социал-демократии. 27 января 1990 года он возглавил партию Польская социал-демократическая уния (PUS). По концептуальному замыслу, кадрово PUS формировалась из бывших членов ПОРП, идеологически придерживалась социал-демократии, а политически сотрудничала с «Солидарностью». Проект одобрил Лех Валенса.
PUS имела в сейме 39 депутатов (из 460), объединённых в Трудовой клуб (фракцию). Т. Фишбах, как вице-маршал Сейма, в него не входил. На выборах 1991 года он выдвигался от Гданьского воеводства, представляя небольшую группу Наша Польша — беспартийный список, но на этот раз избран не был.
В июне 1992 года PUS, «Солидарность труда» Рышарда Бугая (демосоциалисты «Солидарности») и Демократическое социальное движение Збигнева Буяка (социал-либералы «Солидарности») объединились в новую левую партию Уния труда. Т. Фишбах в этом политическом проекте участия не принял.

### Сторонник Ярослава Качиньского
В 2010-х годах, несмотря на социал-демократические взгляды, Т. Фишбах поддерживал правоконсервативную партию «Право и справедливость». На президентских выборах 2010 года он голосовал за Ярослава Качиньского, видя в его программе оптимальное сочетание национальных и социальных ценностей. Такая позиция не характерна для бывших членов ПОРП, в большинстве своём, как и бывший высший генералитет ПНР, примыкающих к праволиберальной «Гражданской платформе». Подчёркивает приоритет польского патриотизма и национальных интересов. Уважительно высказывается о Лехе Валенсе, величайшим из поляков называет Иоанна Павла II.
Регулярно участвует в юбилейных мероприятиях, посвящённых Августу-1980. Выступая на торжествах 40-летия тех дней, он назвал эти события первым шагом к свободной демократической Польше и современной Восточной Европе. При этом добавил, что точно так же считал и сорок лет назад.

## Личная жизнь
Женат на Ханне Фишбах, имеет сына и дочь. Даже в преклонном возрасте предпочитает активные виды отдыха — пробежки, прогулки, бассейн. Увлекается поэзией, любимые авторы — Циприан Камиль Норвид, Юлиуш Словацкий.
Образ Тадеуша Фишбаха выведен в фильме Анджея Вайды Валенса. Человек из надежды. Эту роль исполнил Адам Воронович.